# Nekrolog Juli 2020
Nekrolog
◄◄
| ◄
| 2016
| 2017
| 2018
| 2019
| 2020 | 2021 | 2022 | 2023 | 2024 | ►
Januar |
Februar |
März |
April |
Mai |
Juni |
Juli |
August |
September |
Oktober |
November |
Dezember 2020
Weitere Ereignisse | Allgemeiner Nekrolog 2020
Die Beschreibung der verstorbenen Person sollte so kurz wie möglich gehalten sein und nur deren signifikante Tätigkeit(en) enthalten.
Neue Namen ggf. auch unter dem Geburts- und Sterbedatum, also etwa unter 1. Januar und im Geburts- und Sterbejahr (2024) eintragen (nur bei entsprechender großer Wichtigkeit). Für Beispiele siehe die schon vorhandenen Artikel.
Außerdem über die fünf zuletzt Verstorbenen, zu denen es einen ausreichend guten Artikel für eine Präsentation auf der Hauptseite gibt, nach der todesbedingten Überarbeitung der Artikel ggf. auch unter Wikipedia Diskussion:Hauptseite informieren und sie am besten auch in den anderen Wikipedia-Sprachversionen eintragen. Tipp: Regelmäßig bei news.google.de nach „ist tot“, „gestorben“ oder „verstorben“ suchen.
Wenn eine Person gestorben ist, gibt es viele Seiten zu dieser Person in der Wikipedia, die davon auch betroffen sind und entsprechend aktualisiert werden müssen. Beispiele: Namenübersichtsseite, Geburtsjahr, Geburtsort-Seiten und viele mehr.
Wie finde ich die betroffenen Seiten?
Im Suchfeld auf der linken Seite gibt man den Suchbegriff so ein: „Vorname Nachname“. Dann klickt man auf Volltext und alle Seiten mit entsprechendem Suchtext werden aufgerufen. Hier sieht man dann schnell, wo auch das Todesjahr Sinn macht oder sogar ein Teil des Artikels angepasst werden muss. Auch hilft das „Werkzeug“ auf der linken Seite sehr gut, um solche Seiten aufzufinden: „Links auf diese Seite“. Somit ist die Wikipedia wieder aktuell in allen Bereichen! Hinweis: bei Eintragung der Kategorie „Gestorben JAHR“ wird der Missbrauchsfilter 49 ausgelöst, was jedoch nicht schlimm ist. Siehe: Spezial:Missbrauchsfilter/49
Dies ist eine Liste von im Juli 2020 verstorbenen bekannten Persönlichkeiten. Die Einträge erfolgen innerhalb der einzelnen Daten alphabetisch sortiert. Tiere sind im Nekrolog für Tiere zu finden.

## Juli
Bearbeitungshinweis: Neue Todesfälle bitte nach Tagen geordnet eintragen. Die Todesfälle desselben Tages bitte in alphabetischer Reihenfolge absteigend einfügen.
| Tag      | Name                              | Beruf, bekannt als                                                                       | Alter | Beleg                          |
| -------- | --------------------------------- | ---------------------------------------------------------------------------------------- | ----- | ------------------------------ |
| 31. Juli | Benedito Azêdo                    | brasilianischer Rechtsanwalt und Journalist                                              | 86    |                                |
| 31. Juli | Martin Barner                     | deutscher Mathematiker                                                                   | 99    |                                |
| 31. Juli | Hermann Bujard                    | deutscher Molekularbiologe                                                               | 86    |                                |
| 31. Juli | Mike Gale                         | US-amerikanischer Basketballspieler                                                      | 70    |                                |
| 31. Juli | Josef Hattig                      | deutscher Politiker und Manager                                                          | 89    |                                |
| 31. Juli | Keith Johnson                     | US-amerikanischer Trompeter und Pianist                                                  | 77    |                                |
| 31. Juli | Suleiman Laeq                     | afghanischer Dichter und Politiker                                                       | 89    |                                |
| 31. Juli | Eusebio Leal                      | kubanischer Historiker                                                                   | 77    |                                |
| 31. Juli | Bill Mack                         | US-amerikanischer Country-Sänger                                                         | 88    |                                |
| 31. Juli | Ekkehard Mai                      | deutscher Kunsthistoriker                                                                | 74    |                                |
| 31. Juli | Alan Parker                       | britischer Regisseur und Drehbuchautor                                                   | 76    |                                |
| 31. Juli | Ruedi Schill                      | Schweizer Performancekünstler                                                            | 79    |                                |
| 31. Juli | Andreas Schubert                  | deutscher Lastkraftwagenfahrer, Fuhrunternehmer und Kraftsportler                        | 45    |                                |
| 31. Juli | Stephen Tataw                     | kamerunischer Fußballspieler                                                             | 57    |                                |
| 31. Juli | Ruth Weiss                        | österreichisch-US-amerikanische Dichterin und Künstlerin                                 | 92    |                                |
| 31. Juli | Musa Yerniyazov                   | usbekischer Politiker                                                                    | 72    |                                |
| 30. Juli | Herman Cain                       | US-amerikanischer Geschäftsmann, Kolumnist und Radiomoderator                            | 74    |                                |
| 30. Juli | Charles Bergquist                 | US-amerikanischer Historiker                                                             | 78    |                                |
| 30. Juli | Hans Hammer                       | deutscher Geistlicher                                                                    | 89    |                                |
| 30. Juli | Wolfram Hoyer                     | deutscher Ordenspriester und -historiker                                                 | 51    |                                |
| 30. Juli | Leslie Iversen                    | britischer Pharmakologe                                                                  | 82    |                                |
| 30. Juli | Amy Kaplan                        | US-amerikanische Amerikanistin                                                           | 66    |                                |
| 30. Juli | Manfred Kleiss                    | deutscher Meteorologe und Bibliothekar                                                   | 89    |                                |
| 30. Juli | Keith LaMotte                     | US-amerikanischer Jazzmusiker                                                            | 81    |                                |
| 30. Juli | Lee Teng-hui                      | taiwanischer Politiker                                                                   | 97    |                                |
| 30. Juli | Georg Niepel                      | deutscher Richter                                                                        | 97    |                                |
| 30. Juli | Martin Everett Packard            | US-amerikanischer Physiker                                                               | 99    |                                |
| 30. Juli | Norbert Scherer                   | deutscher Filmarchitekt                                                                  | 77    |                                |
| 30. Juli | Norbert Anton Stigler             | österreichischer Ordenspriester                                                          | 78    |                                |
| 30. Juli | Georgia Urban                     | US-amerikanische Musikkritikerin                                                         | 93    |                                |
| 29. Juli | Kurt Arbeiter                     | österreichischer Veterinärmediziner                                                      | 91    |                                |
| 29. Juli | Salko Bukvarević                  | bosnischer Politiker                                                                     | 53    |                                |
| 29. Juli | Albin Chalandon                   | französischer Politiker                                                                  | 100   |                                |
| 29. Juli | Connie Culp                       | US-amerikanische Gesichtstransplantierte                                                 | 57    |                                |
| 29. Juli | Georg Esser                       | deutscher Maler und Grafiker                                                             | 92    |                                |
| 29. Juli | Anatoli Fedjukin                  | sowjetischer Handballspieler                                                             | 68    |                                |
| 29. Juli | Wolfgang Glüxam                   | österreichischer Cembalist und Organist                                                  | 62    |                                |
| 29. Juli | Franz Götz                        | deutscher Historiker und Archivar                                                        | 90    |                                |
| 29. Juli | Ekkehard Hahn                     | deutscher Schauspieler                                                                   | 85    |                                |
| 29. Juli | Werner Heukamp                    | deutscher Pfarrer und Heimatforscher                                                     | 91    |                                |
| 29. Juli | Tilman Jens                       | deutscher Journalist, Autor und Filmemacher                                              | 65    |                                |
| 29. Juli | Joe Kernan                        | US-amerikanischer Politiker                                                              | 74    |                                |
| 29. Juli | Pastor Londoño                    | kolumbianischer Sportjournalist                                                          | 93    |                                |
| 29. Juli | Dave MacKay                       | US-amerikanischer Jazzpianist und Komponist                                              | 88    |                                |
| 29. Juli | Malik B.                          | US-amerikanischer Rapper                                                                 | 47    |                                |
| 29. Juli | Michael Meisenberg                | deutscher Jurist und Richter                                                             | 75    |                                |
| 29. Juli | Guillermo Rodríguez               | ecuadorianischer Requinto-Spieler und Komponist                                          | 97    |                                |
| 29. Juli | Helmut Rosenvald                  | estnischer Komponist                                                                     | 91    |                                |
| 29. Juli | Balla Sidibé                      | senegalesischer Musiker                                                                  | 78    |                                |
| 29. Juli | Heinz Georg Wagner                | deutscher Chemiker                                                                       | 91    |                                |
| 28. Juli | Karl Heinz Achinger               | deutscher Industriemanager                                                               | 78    |                                |
| 28. Juli | Alexander Aksinin                 | sowjetischer Leichtathlet                                                                | 65    |                                |
| 28. Juli | Junrey Balawing                   | philippinischer Kleinwüchsiger                                                           | 27    |                                |
| 28. Juli | Bernhard Ballhaus                 | deutscher Journalist                                                                     | 80    |                                |
| 28. Juli | Anneliese Braasch                 | deutsche Schauspielerin, Kabarettistin und Autorin                                       | 84    |                                |
| 28. Juli | František Bragagnola              | tschechischer Fußballspieler                                                             | 93    |                                |
| 28. Juli | Roberto Chorens                   | kubanischer Musiker und Lehrer                                                           | 72    |                                |
| 28. Juli | Bent Fabricius-Bjerre             | dänischer Pianist und Komponist                                                          | 95    |                                |
| 28. Juli | Gisèle Halimi                     | französische Bürgerrechtsaktivistin                                                      | 93    |                                |
| 28. Juli | Gerry Harris                      | englischer Fußballspieler                                                                | 84    |                                |
| 28. Juli | Friedrich Hennemann               | deutscher Manager                                                                        | 84    |                                |
| 28. Juli | Kurt Hennrich                     | tschechoslowakischer Skirennläufer und -trainer                                          | 88    |                                |
| 28. Juli | Peter Höllenreiner                | deutscher Holocaustüberlebender                                                          | 81    |                                |
| 28. Juli | Haide Klüglein                    | deutsche Schwimmerin                                                                     | 81    |                                |
| 28. Juli | Herbert Leuninger                 | deutscher Priester, Mitbegründer von Pro Asyl                                            | 87    |                                |
| 28. Juli | John Loxley                       | britisch-kanadischer Wirtschaftswissenschaftler                                          | 77    |                                |
| 28. Juli | John McNamara                     | US-amerikanischer Baseballspieler, -trainer und -manager                                 | 88    |                                |
| 28. Juli | Martina Müller-Wagner             | deutsche Schriftstellerin                                                                | 85    |                                |
| 28. Juli | Bob Neloms                        | US-amerikanischer Jazzpianist                                                            | 78    |                                |
| 28. Juli | Winfried Rippert                  | deutscher Politiker                                                                      | 84    |                                |
| 28. Juli | Rodrigo Rodrigues                 | brasilianischer Sportjournalist                                                          | 45    |                                |
| 28. Juli | Diana E. H. Russell               | südafrikanisch-US-amerikanische Soziologin                                               | 81    |                                |
| 28. Juli | Reese Schonfeld                   | US-amerikanischer Fernsehjournalist und -manager                                         | 88    |                                |
| 28. Juli | Heidrun Schweda                   | deutsche Schauspielerin                                                                  | 59    |                                |
| 28. Juli | Michael Spreng                    | deutscher Journalist und Politikberater                                                  | 72    |                                |
| 28. Juli | Charles Wetli                     | US-amerikanischer Gerichtsmediziner                                                      | 76    |                                |
| 28. Juli | Alfred Wirthmann                  | deutscher Geograph                                                                       | 92    |                                |
| 27. Juli | Owen Arthur                       | barbadischer Politiker                                                                   | 70    |                                |
| 27. Juli | MC Atrevida                       | brasilianische Rapperin                                                                  | 43    |                                |
| 27. Juli | Carol Brock                       | US-amerikanische Gesellschaftsgründerin, Journalistin und Philanthropin                  | 96    |                                |
| 27. Juli | Lars-Göran Carlsson               | schwedischer Sportschütze                                                                | 71    |                                |
| 27. Juli | Kathy Charmaz                     | US-amerikanische Sozialwissenschaftlerin                                                 | 80    |                                |
| 27. Juli | Reiner Cornelius                  | deutscher Maler                                                                          | 93    |                                |
| 27. Juli | Leon Deschiz                      | belarussischer Radrennfahrer                                                             | ≈65   |                                |
| 27. Juli | Anton Drioli                      | österreichisch-italienischer Grafiker und Maler                                          | 76    |                                |
| 27. Juli | Vic Ekberg                        | australischer Eishockeyspieler                                                           | 88    |                                |
| 27. Juli | Muhammad Asad Malik               | pakistanischer Hockeyspieler                                                             | 78    |                                |
| 27. Juli | Miss Mercy                        | US-amerikanische Sängerin                                                                | 71    |                                |
| 27. Juli | Beckie Mullen                     | US-amerikanische Schauspielerin und Wrestlerin                                           | 55    |                                |
| 27. Juli | Khalil Taha                       | libanesischer Ringer                                                                     | 88    |                                |
| 26. Juli | Sigfredo Ariel                    | kubanischer Schriftsteller, Musikkritiker und -produzent                                 | 58    |                                |
| 26. Juli | Rafael Barraza Sánchez            | mexikanischer Bischof                                                                    | 91    |                                |
| 26. Juli | R. Stephen Berry                  | US-amerikanischer Chemiker                                                               | 89    |                                |
| 26. Juli | Herbert Bewig                     | deutscher Fußballspieler                                                                 | 93    |                                |
| 26. Juli | Brian Chewter                     | kanadischer Radrennfahrer                                                                | 66    |                                |
| 26. Juli | Helmut Claus                      | deutscher Bibliothekar                                                                   | 87    |                                |
| 26. Juli | William English                   | US-amerikanischer Computeringenieur                                                      | 91    |                                |
| 26. Juli | Olivia de Havilland               | britisch-US-amerikanische Schauspielerin                                                 | 104   |                                |
| 26. Juli | William Howland Kenney            | US-amerikanischer Historiker und Hochschullehrer                                         | 80    |                                |
| 26. Juli | Gerhard Charles Rump              | deutscher Galerist, Kurator und Kunsthistoriker                                          | 73    |                                |
| 26. Juli | Lluís Serrahima i Villavecchia    | katalanischer Schriftsteller und Liedermacher                                            | 88    |                                |
| 26. Juli | Rolf Sieber                       | deutscher Hochschulrektor und Diplomat                                                   | 90    |                                |
| 26. Juli | James Silberman                   | US-amerikanischer Herausgeber                                                            | 93    |                                |
| 26. Juli | Miodrag Sibinović                 | jugoslawischer bzw. serbischer Slawist und Übersetzer                                    | 82    |                                |
| 26. Juli | Hans-Jochen Vogel                 | deutscher Politiker                                                                      | 94    |                                |
| 26. Juli | Ulrike Weiler                     | deutsche Verhaltensphysiologin                                                           | 63    |                                |
| 26. Juli | Fritz Ziegler                     | deutscher Gewerkschafter, Politiker und Manager                                          | 87    |                                |
| 25. Juli | Asimdschan Askarow                | usbekisch-kirgisischer Menschenrechtsaktivist                                            | 69    |                                |
| 25. Juli | Jean Boin                         | französischer Fußballspieler                                                             | 71    |                                |
| 25. Juli | Klaus Reinhold Borck              | deutscher Geistlicher                                                                    | 91    |                                |
| 25. Juli | Angelo Carossino                  | italienischer Politiker                                                                  | 91    |                                |
| 25. Juli | CP Lee                            | britischer Musiker                                                                       | 70    |                                |
| 25. Juli | Peter Green                       | britischer Gitarrist und Sänger                                                          | 73    |                                |
| 25. Juli | Raúl Gutiérrez                    | kolumbianischer Schauspieler und Synchronsprecher                                        | 64    |                                |
| 25. Juli | Lou Henson                        | US-amerikanischer Basketballtrainer                                                      | 88    |                                |
| 25. Juli | Flor Isava Fonseca                | venezolanische Sportlerin und Sportfunktionärin                                          | 99    |                                |
| 25. Juli | Manolo Juárez                     | argentinischer Komponist und Musikpädagoge                                               | 83    |                                |
| 25. Juli | Lady Red Couture                  | US-amerikanische Dragqueen                                                               | 43    |                                |
| 25. Juli | Hans-Georg Kraus                  | deutscher Fußballspieler                                                                 | 70    |                                |
| 25. Juli | Bernard Ładysz                    | polnischer Opernsänger und Schauspieler                                                  | 98    |                                |
| 25. Juli | Franz Mathar                      | deutscher Schriftsteller und Sachbuchautor                                               | 83    |                                |
| 25. Juli | José Mentor                       | brasilianischer Politiker                                                                | 71    |                                |
| 25. Juli | Helga Offen                       | deutsche Volleyballspielerin                                                             | 68    |                                |
| 25. Juli | John Saxon                        | US-amerikanischer Schauspieler                                                           | 83    |                                |
| 25. Juli | Volker Schliack                   | deutscher Arzt und Hochschullehrer                                                       | 99    |                                |
| 25. Juli | Eddie Shack                       | kanadischer Eishockeyspieler                                                             | 83    |                                |
| 24. Juli | Nina Andrejewa                    | sowjetische bzw. russische Chemikerin und Politikerin                                    | 81    |                                |
| 24. Juli | Ralph Berndt                      | deutscher Wirtschaftswissenschaftler                                                     | 72    |                                |
| 24. Juli | Richard Brettell                  | US-amerikanischer Kunsthistoriker                                                        | 71    |                                |
| 24. Juli | Maurizio Calvesi                  | italienischer Kunsthistoriker und Kunstkritiker                                          | 92    |                                |
| 24. Juli | Sergio Custodio                   | guatemaltekischer Philosoph                                                              | 73    |                                |
| 24. Juli | H. George Frederickson            | US-amerikanischer Verwaltungswissenschaftler                                             | 86    |                                |
| 24. Juli | Malcolm L. H. Green               | britischer Chemiker                                                                      | 84    |                                |
| 24. Juli | David Hagen                       | schottischer Fußballspieler                                                              | 47    |                                |
| 24. Juli | Jürgen Hörner                     | deutscher Medienmanager                                                                  | 55    |                                |
| 24. Juli | Hassan Jallow                     | gambischer Beamter                                                                       | ?     |                                |
| 24. Juli | Ben Jipcho                        | kenianischer Leichtathlet                                                                | 77    |                                |
| 24. Juli | Benjamin William Mkapa            | tansanischer Politiker                                                                   | 81    |                                |
| 24. Juli | Bernard Mohlalisi                 | lesothischer Erzbischof                                                                  | 87    |                                |
| 24. Juli | Kundi Paihama                     | angolanischer Politiker                                                                  | 75    |                                |
| 24. Juli | Regis Philbin                     | US-amerikanischer Fernsehmoderator                                                       | 88    |                                |
| 24. Juli | Naazim Richardson                 | US-amerikanischer Boxtrainer                                                             | 55    |                                |
| 24. Juli | Lotty Rosenfeld                   | chilenische Aktionskünstlerin                                                            | 77    |                                |
| 24. Juli | David Schuyler                    | US-amerikanischer Historiker                                                             | 70    |                                |
| 24. Juli | Amala Shankar                     | indische Tänzerin                                                                        | 101   |                                |
| 24. Juli | Barry St. John                    | britische Pop- und Soul-Sängerin                                                         | 76    |                                |
| 24. Juli | Ann Syrdal                        | US-amerikanische Psychologin und Informatikerin                                          | 74    |                                |
| 24. Juli | Jan Verroken                      | belgischer Politiker                                                                     | 103   |                                |
| 23. Juli | Brian N. Ball                     | britischer Science-Fiction-Autor                                                         | 88    |                                |
| 23. Juli | Jean Brankart                     | belgischer Radrennfahrer                                                                 | 90    |                                |
| 23. Juli | Hassan Brijany                    | schwedisch-iranischer Schauspieler                                                       | 59    |                                |
| 23. Juli | Luigi De Marchi                   | italienischer Filmregisseur                                                              | 93    |                                |
| 23. Juli | Emmanuel Farhi                    | französischer Wirtschaftswissenschaftler                                                 | 41    |                                |
| 23. Juli | Alan Garner                       | englischer Fußballspieler                                                                | 69    |                                |
| 23. Juli | Markus Huppenbauer                | Schweizer Ethiker                                                                        | 62    |                                |
| 23. Juli | Rainer Jork                       | deutscher Politiker                                                                      | 80    |                                |
| 23. Juli | Hans Kaletsch                     | deutscher Althistoriker                                                                  | 91    |                                |
| 23. Juli | Ove König                         | schwedischer Eisschnellläufer                                                            | 70    |                                |
| 23. Juli | Masakazu Konishi                  | US-amerikanischer Ethologe und Neurophysiologe                                           | 87    |                                |
| 23. Juli | Jacqueline Noonan                 | US-amerikanische Kinderkardiologin                                                       | 91    |                                |
| 23. Juli | Ward Plummer                      | US-amerikanischer Physiker                                                               | 79    |                                |
| 23. Juli | Otto Rettenmaier                  | deutscher Unternehmer                                                                    | 93    |                                |
| 23. Juli | Jacqueline Sauvage                | französisches Gewaltopfer und Mörderin                                                   | 72    |                                |
| 23. Juli | Jacqueline Scott                  | US-amerikanische Schauspielerin                                                          | 89    |                                |
| 23. Juli | Ludmila Vachtová                  | tschechisch-schweizerische Kunsthistorikerin und Kunstkritikerin                         | 86    |                                |
| 23. Juli | Haydeé Vallino de Lemos           | argentinische Sozialaktivistin                                                           | 100   |                                |
| 23. Juli | Bernd Warkus                      | deutscher Xylophonist und Entertainer                                                    | 69    |                                |
| 23. Juli | Heinz Warny                       | belgischer Journalist und Buchautor                                                      | 75    |                                |
| 23. Juli | Paulette Wilson                   | britische Aktivistin                                                                     | 64    |                                |
| 22. Juli | Charles Dewachtere                | belgischer Leichtathlet                                                                  | 92    |                                |
| 22. Juli | Theo Diergaardt                   | namibischer Politiker                                                                    | 50    |                                |
| 22. Juli | Robert James Dvorak               | US-amerikanischer Komponist, Musikpädagoge und Hornist                                   | 100   |                                |
| 22. Juli | Charles Evers                     | US-amerikanischer Unternehmer und Bürgerrechtler                                         | 97    |                                |
| 22. Juli | Joan Feynman                      | US-amerikanische Astrophysikerin                                                         | 93    |                                |
| 22. Juli | Saul Fletcher                     | britischer Künstler                                                                      | 52    |                                |
| 22. Juli | Alexander Gussew                  | russischer Eishockeyspieler und -trainer                                                 | 73    |                                |
| 22. Juli | Ralph Liguori                     | US-amerikanischer Rennfahrer                                                             | 93    |                                |
| 22. Juli | Bruno Modugno                     | italienischer Filmregisseur und Schriftsteller                                           | 87    |                                |
| 22. Juli | Paul Pfarr                        | deutscher Bildhauer                                                                      | 82    |                                |
| 22. Juli | Stanley Robinson                  | US-amerikanischer Basketballspieler                                                      | 32    |                                |
| 22. Juli | Paolo Sassone-Corsi               | italienischer Molekularbiologe                                                           | 64    |                                |
| 22. Juli | Pirmin Sutter                     | deutscher Maler                                                                          | 78    |                                |
| 22. Juli | Stephan Trepte                    | deutscher Rockmusiker                                                                    | 70    |                                |
| 22. Juli | Raimundas Zenkevičius             | litauischer Strongman                                                                    | 63    |                                |
| 21. Juli | Peter Arens                       | deutscher Fußballfunktionär                                                              | 83    |                                |
| 21. Juli | Ansgar Belke                      | deutscher Ökonom                                                                         | 55    |                                |
| 21. Juli | Jean-Noël de Bouillane de Lacoste | französischer Diplomat                                                                   | 85    |                                |
| 21. Juli | Meinert Breckwoldt                | deutscher Mediziner                                                                      | 85    |                                |
| 21. Juli | Alfred Brüggen                    | deutscher Fußballspieler                                                                 | 91    |                                |
| 21. Juli | Peter Diringer                    | deutscher Fußballspieler                                                                 | 73    |                                |
| 21. Juli | Suka K. Frederiksen               | grönländische Politikerin                                                                | 55    |                                |
| 21. Juli | Mieko Hirota                      | japanische Pop- und Jazzsängerin                                                         | 73    |                                |
| 21. Juli | Ulrich Hoyer                      | deutscher Philosoph                                                                      | 82    |                                |
| 21. Juli | Dean Ing                          | US-amerikanischer Science-Fiction- und Thriller-Autor                                    | 89    |                                |
| 21. Juli | Helga Knobloch                    | deutsche Künstlerin                                                                      | 96    |                                |
| 21. Juli | Bo Lennartsson                    | schwedischer Eishockeyspieler, -trainer und -funktionär                                  | 65    |                                |
| 21. Juli | Andrew Mlangeni                   | südafrikanischer Politiker und Anti-Apartheid-Aktivist                                   | 95    |                                |
| 21. Juli | Enrico Navarra                    | französischer Galerist, Kunstsammler und Publizist                                       | 67    |                                |
| 21. Juli | Hieronymus Nitz                   | deutscher Benediktinerabt                                                                | 92    |                                |
| 21. Juli | Francisco Rodríguez Adrados       | spanischer Philologe                                                                     | 98    |                                |
| 21. Juli | Annie Ross                        | US-amerikanische Jazzsängerin und Schauspielerin                                         | 89    |                                |
| 21. Juli | Quirin Roth                       | deutscher Bildhauer                                                                      | 77    |                                |
| 21. Juli | Tim Smith                         | britischer Musiker                                                                       | 59    |                                |
| 21. Juli | Lalji Tandon                      | indischer Politiker                                                                      | 85    |                                |
| 21. Juli | Luzius Wildhaber                  | Schweizer Jurist und Hochschullehrer                                                     | 83    |                                |
| 21. Juli | Kansai Yamamoto                   | japanischer Modedesigner                                                                 | 76    |                                |
| 20. Juli | Lothar Barthel                    | deutscher Politiker                                                                      | 83    |                                |
| 20. Juli | Michael J. Brooks                 | US-amerikanischer Journalist und Moderator                                               | 36    |                                |
| 20. Juli | Neil Crang                        | australischer Automobilrennfahrer                                                        | 80    |                                |
| 20. Juli | Lone Dybkjær                      | dänische Politikerin                                                                     | 80    |                                |
| 20. Juli | Rainer Geserich                   | deutscher Fußballspieler                                                                 | 77    |                                |
| 20. Juli | Fredy Gröbli                      | Schweizer Bibliotheksdirektor                                                            | 90    |                                |
| 20. Juli | Hedi Hauser                       | rumäniendeutsche Kinderbuchautorin                                                       | 89    |                                |
| 20. Juli | Gunther Kaschlun                  | deutscher Ruderer                                                                        | 85    |                                |
| 20. Juli | Kenneth L. Peek junior            | US-amerikanischer Generalleutnant                                                        | 87    |                                |
| 20. Juli | Semen Polonskyj                   | ukrainischer Handballspieler und -trainer                                                | 87    |                                |
| 20. Juli | Douglas Rogers                    | kanadischer Judoka                                                                       | 79    |                                |
| 20. Juli | Angela Spook                      | deutsche Straßenkünstlerin                                                               | 66    |                                |
| 20. Juli | Günter-Helge Strickstrack         | deutscher Politiker                                                                      | 99    |                                |
| 20. Juli | Wiktor Tschischikow               | russischer Illustrator und Maskottchendesigner                                           | 84    |                                |
| 20. Juli | Werner Wicker                     | deutscher Unternehmer                                                                    | 84    |                                |
| 19. Juli | Bruce G. Blair                    | US-amerikanischer Anti-Atomwaffen-Aktivist                                               | 72    |                                |
| 19. Juli | Sonia Darrin                      | US-amerikanische Schauspielerin                                                          | 96    |                                |
| 19. Juli | Seydou Diarra                     | ivorischer Politiker                                                                     | 86    |                                |
| 19. Juli | Louis Dicaire                     | kanadischer Bischof                                                                      | 73    |                                |
| 19. Juli | Cor Fuhler                        | niederländischer Pianist und Live-Elektroniker                                           | 56    |                                |
| 19. Juli | Jack McIlhargey                   | kanadischer Eishockeyspieler, -trainer und -scout                                        | 68    |                                |
| 19. Juli | Lorenzo Wilson Milam              | US-amerikanischer Privatrundfunkbetreiber                                                | 86    |                                |
| 19. Juli | Momodou Njie                      | gambischer Fußballspieler                                                                | 72    |                                |
| 19. Juli | Emitt Rhodes                      | US-amerikanischer Singer-Songwriter                                                      | 70    |                                |
| 19. Juli | César Salinas                     | bolivianischer Fußballfunktionär                                                         | 58    |                                |
| 19. Juli | István Séllyei                    | ungarischer Ringer                                                                       | 70    |                                |
| 19. Juli | Nikolai Tanajew                   | kirgisischer Politiker                                                                   | 74    |                                |
| 19. Juli | Kurt Viertel                      | deutscher Fußballspieler                                                                 | 90    |                                |
| 19. Juli | Franciszek Ziejka                 | polnischer Literaturhistoriker                                                           | 79    |                                |
| 18. Juli | Jekaterina Alexandrowskaja        | russisch-australische Eiskunstläuferin                                                   | 20    |                                |
| 18. Juli | Wolfram Ax                        | deutscher Altphilologe                                                                   | 75    |                                |
| 18. Juli | Elize Cawood                      | südafrikanische Schauspielerin                                                           | 68    |                                |
| 18. Juli | Henrique Soares da Costa          | brasilianischer Bischof                                                                  | 57    |                                |
| 18. Juli | El Dany                           | kubanischer Reggaeton-Sänger                                                             | 31    |                                |
| 18. Juli | Hermann Hammerstein               | deutscher Offizier der Bundeswehr                                                        | 82    |                                |
| 18. Juli | Hannelore Hauschild               | deutsche Politikerin                                                                     | 88    |                                |
| 18. Juli | David Jisse                       | französischer Musiker, Komponist und Arrangeur                                           | 74    |                                |
| 18. Juli | Rudolf Lill                       | deutscher Historiker                                                                     | 85    |                                |
| 18. Juli | Boško Marinko                     | jugoslawischer Ringer                                                                    | 80    |                                |
| 18. Juli | Juan Marsé                        | spanischer Schriftsteller                                                                | 87    |                                |
| 18. Juli | Ali Mirzaei                       | iranischer Gewichtheber                                                                  | 91    |                                |
| 18. Juli | Brandon Parker                    | britischer Sportmanager, -promoter und Billardfunktionär                                 | 55    |                                |
| 18. Juli | David Romero Ellner               | honduranischer Journalist                                                                | 65    |                                |
| 18. Juli | Eberhard Schockenhoff             | deutscher Moraltheologe und Ethiker                                                      | 67    |                                |
| 18. Juli | Manuel Sobreviñas                 | philippinischer Bischof                                                                  | 96    |                                |
| 18. Juli | Keith Sonnier                     | US-amerikanischer Maler und Bildhauer                                                    | 78    |                                |
| 18. Juli | Baba Ibrahim Suma-Keita           | sierra-leonischer Leichtathlet                                                           | 73    |                                |
| 18. Juli | Lucio Urtubia                     | spanischer Anarchist                                                                     | 89    |                                |
| 17. Juli | Shmuel Ashkenasi                  | israelischer Rabbiner                                                                    | 98    |                                |
| 17. Juli | Brigid Berlin                     | US-amerikanische Künstlerin                                                              | 80    |                                |
| 17. Juli | Pierre-Marie Coty                 | ivorischer Bischof                                                                       | 92    |                                |
| 17. Juli | Alex Dawson                       | schottischer Fußballspieler                                                              | 80    |                                |
| 17. Juli | Ursula Funke                      | deutsche Wirtschaftswissenschaftlerin, Hochschullehrerin und Politikerin                 | 81    |                                |
| 17. Juli | Enrico Ganni                      | italienischer Germanist, Übersetzer und Lektor                                           | 70    |                                |
| 17. Juli | Zenon Grocholewski                | polnischer Kardinal                                                                      | 80    |                                |
| 17. Juli | Derek Ho                          | US-amerikanischer Surfer                                                                 | 55    |                                |
| 17. Juli | Zizi Jeanmaire                    | französische Balletttänzerin und Schauspielerin                                          | 96    |                                |
| 17. Juli | Heinz Kaulmann                    | deutscher Fußballspieler                                                                 | 85    |                                |
| 17. Juli | Heinz Köppendörfer                | deutscher Sportjournalist                                                                | 84    |                                |
| 17. Juli | Werner-Jakob Korsmeier            | deutscher Bildhauer und Maler                                                            | 89    |                                |
| 17. Juli | John Lewis                        | US-amerikanischer Bürgerrechtler, Politiker und Autor                                    | 80    |                                |
| 17. Juli | Silvio Marzolini                  | argentinischer Fußballspieler                                                            | 79    |                                |
| 17. Juli | Uzi Nissan                        | israelischer Unternehmer                                                                 | 68    |                                |
| 17. Juli | Jonathan Oppenheim                | US-amerikanischer Filmeditor                                                             | 67    |                                |
| 17. Juli | Antonio Otazzo                    | spanisch-venezolanischer Maler                                                           | 90    |                                |
| 17. Juli | James Innell Packer               | britisch-kanadischer Theologe und Autor                                                  | 93    |                                |
| 17. Juli | William Scott                     | britischer Geistlicher                                                                   | 74    |                                |
| 17. Juli | C. S. Seshadri                    | indischer Mathematiker                                                                   | 88    |                                |
| 17. Juli | Michael Silverstein               | US-amerikanischer Linguist und Anthropologe                                              | 84    |                                |
| 17. Juli | Ni Tanjung                        | indonesische Künstlerin                                                                  | ≈90   |                                |
| 17. Juli | Baha Targün                       | türkischer Journalist                                                                    | 77    | [ 1 ]                          |
| 17. Juli | Ron Tauranac                      | australischer Rennwagen-Konstrukteur                                                     | 95    |                                |
| 17. Juli | Huysuz Virjin                     | türkischer Travestiekünstler                                                             | 87    |                                |
| 17. Juli | C. T. Vivian                      | US-amerikanischer Priester und Bürgerrechtsaktivist                                      | 95    |                                |
| 17. Juli | Marian Więckowski                 | polnischer Radrennfahrer                                                                 | 86    |                                |
| 16. Juli | Mr. Chi Pig                       | kanadischer Punk-Sänger                                                                  | 57    |                                |
| 16. Juli | Christopher Dickey                | US-amerikanischer Journalist                                                             | 68    |                                |
| 16. Juli | Elisabeth Ebeling                 | deutsche Schauspielerin                                                                  | 73    |                                |
| 16. Juli | Mason Gaffney                     | US-amerikanischer Ökonom                                                                 | 96    |                                |
| 16. Juli | Karl Heinrich Kaufhold            | deutscher Historiker                                                                     | 87    |                                |
| 16. Juli | Dieter Ludwig                     | deutscher Ingenieur und Nahverkehrsdirektor                                              | 81    |                                |
| 16. Juli | Irena Milovan                     | jugoslawische Balletttänzerin                                                            | 83    |                                |
| 16. Juli | Jamie Oldaker                     | US-amerikanischer Schlagzeuger                                                           | 68    |                                |
| 16. Juli | Johannes Siebner                  | deutscher Jesuit                                                                         | 58    |                                |
| 16. Juli | Phyllis Somerville                | US-amerikanische Schauspielerin                                                          | 76    |                                |
| 16. Juli | Gerhard Stolitzka                 | österreichischer Geodät                                                                  | 89    |                                |
| 16. Juli | Alexei Tesikow                    | russischer Eishockeyspieler                                                              | 42    |                                |
| 16. Juli | Víctor Víctor                     | dominikanischer Bachatasänger und Komponist                                              | 71    |                                |
| 16. Juli | Gerhard Wunsch                    | deutscher Elektrotechniker                                                               | 95    |                                |
| 16. Juli | Delphine Zanga Tsogo              | kamerunische Politikerin und Schriftstellerin                                            | 84    |                                |
| 15. Juli | Olga Lidia Alfonso                | kubanische Schauspielerin, Sängerin und Tänzerin                                         | 60    |                                |
| 15. Juli | William A. Anthony                | US-amerikanischer Psychologe                                                             | 77    |                                |
| 15. Juli | Peter Bähr                        | deutscher Rechtswissenschaftler                                                          | 84    |                                |
| 15. Juli | Miriam Ben-Peretz                 | israelische Pädagogin                                                                    | 93    |                                |
| 15. Juli | Roland Breitenbach                | deutscher Priester und Schriftsteller                                                    | 84    |                                |
| 15. Juli | Anna Demuth                       | österreichische Politikerin                                                              | 99    |                                |
| 15. Juli | Paul Fusco                        | US-amerikanischer Fotograf                                                               | 89    |                                |
| 15. Juli | Sibylle Geiger                    | Schweizer Künstlerin, Kostümdesignerin und Millionenerbin                                | 89    |                                |
| 15. Juli | Günther Glaser                    | deutscher Militärhistoriker                                                              | 97    |                                |
| 15. Juli | Rolf Herber                       | deutscher Jurist                                                                         | 91    |                                |
| 15. Juli | Herbert Hömig                     | deutscher Historiker                                                                     | 78    |                                |
| 15. Juli | Rudolf Jobst                      | deutscher Fußballspieler                                                                 | 85    |                                |
| 15. Juli | Oscar Hugh Lipscomb               | US-amerikanischer Erzbischof                                                             | 88    |                                |
| 15. Juli | Darinka Matić Marović             | jugoslawische bzw. serbische Chorleiterin und Hochschulrektorin                          | 83    |                                |
| 15. Juli | Enrico Perucconi                  | italienischer Leichtathlet                                                               | 95    |                                |
| 15. Juli | Maurice Roëves                    | britischer Schauspieler                                                                  | 83    |                                |
| 15. Juli | Eugenio Scarpellini               | italienischer Bischof                                                                    | 66    |                                |
| 15. Juli | Nikolay Shterev                   | bulgarischer Ringer                                                                      | 33    |                                |
| 15. Juli | Toke Talagi                       | niueanischer Politiker                                                                   | 69    |                                |
| 15. Juli | Jörg Wörther                      | österreichischer Koch                                                                    | 62    |                                |
| 14. Juli | Adalet Ağaoğlu                    | türkische Schriftstellerin                                                               | 90    |                                |
| 14. Juli | Royana Blacks                     | US-amerikanische Schauspielerin                                                          | 47    |                                |
| 14. Juli | Gabriele Buschmeier               | deutsche Musikwissenschaftlerin                                                          | 65    |                                |
| 14. Juli | Filippo De Luigi                  | italienischer Film- und Fernsehschaffender                                               | 81    |                                |
| 14. Juli | Curt Gasteyger                    | Schweizer Politikwissenschaftler                                                         | 91    |                                |
| 14. Juli | Galyn Görg                        | US-amerikanische Schauspielerin und Tänzerin                                             | 55    |                                |
| 14. Juli | Claus Haensel                     | deutscher Künstler                                                                       | 77    |                                |
| 14. Juli | Alfred Hebauf                     | deutscher Leichtathlet                                                                   | 80    |                                |
| 14. Juli | Polad Həşimov                     | aserbaidschanischer Generalmajor                                                         | 45    |                                |
| 14. Juli | Dinah Hinz                        | deutsche Schauspielerin                                                                  | 86    |                                |
| 14. Juli | Brian Hutton                      | britischer Politiker und Jurist                                                          | 89    |                                |
| 14. Juli | Niels Lauersen                    | US-amerikanischer Mediziner                                                              | 84    |                                |
| 14. Juli | Ron de Lugo                       | US-amerikanischer Politiker                                                              | 89    |                                |
| 14. Juli | María Lugones                     | argentinische feministische Philosophin und Professorin                                  | 76    |                                |
| 14. Juli | Noël Martin                       | britisch-jamaikanischer Unternehmer und Gewaltopfer                                      | 60    |                                |
| 14. Juli | Sven Picker                       | deutscher Verbandsfunktionär                                                             | 63    |                                |
| 14. Juli | Milan Šašik                       | slowakischer Bischof                                                                     | 67    |                                |
| 14. Juli | Albrecht Schmitt-Fleckenstein     | deutscher Sportjournalist                                                                | 59    |                                |
| 14. Juli | Antonia Segarra                   | argentinische Politaktivistin                                                            | 86    |                                |
| 14. Juli | Shajahan Siraj                    | bangladeschischer Politiker                                                              | 77    |                                |
| 14. Juli | Klaus W. Sporer                   | deutscher Maler, Musiker, Komponist und Lyriker                                          | ≈81   |                                |
| 14. Juli | Noemi Steuer                      | Schweizer Schauspielerin und Ethnologin                                                  | 63    |                                |
| 14. Juli | Vytautas Vidmantas Zimnickas      | litauischer Politiker                                                                    | 64    |                                |
| 13. Juli | Moses M. Costa                    | bangladeschischer Erzbischof                                                             | 69    |                                |
| 13. Juli | Ludwig Häsemeyer                  | deutscher Jurist                                                                         | 85    |                                |
| 13. Juli | Grant Imahara                     | US-amerikanischer Ingenieur und Fernsehmoderator                                         | 49    |                                |
| 13. Juli | Camilo Lorenzo Iglesias           | spanischer Bischof                                                                       | 79    |                                |
| 13. Juli | Hermann Jansen                    | deutscher Politiker und Fußballfunktionär                                                | 88    |                                |
| 13. Juli | Zindzi Mandela                    | südafrikanische Diplomatin und Politikerin                                               | 59    |                                |
| 13. Juli | Borghild Røyseland                | norwegische Politikerin                                                                  | 93    |                                |
| 13. Juli | Jewgeni Tschelyschew              | sowjetischer bzw. russischer Indologe                                                    | 98    |                                |
| 13. Juli | Roland R. Wauer                   | deutscher Kinderarzt und Neonatologe                                                     | 78    |                                |
| 13. Juli | Jerzy Ziółko                      | polnischer Bauingenieur                                                                  | 85    |                                |
| 12. Juli | Pauls Bankovskis                  | lettischer Schriftsteller und Publizist                                                  | 47    |                                |
| 12. Juli | Raymundo Capetillo                | mexikanischer Schauspieler                                                               | 76    |                                |
| 12. Juli | Joanna Cole                       | US-amerikanische Kinderbuchautorin                                                       | 75    |                                |
| 12. Juli | Gerard Collier                    | britischer Peer und Politiker                                                            | 73    |                                |
| 12. Juli | Judy Dyble                        | britische Folk-Rock-Sängerin                                                             | 71    |                                |
| 12. Juli | Hassan Abshir Farah               | somalischer Politiker                                                                    | 75    |                                |
| 12. Juli | Ulrich Fischer                    | deutscher Politiker                                                                      | 77    |                                |
| 12. Juli | Katharina Hagemeyer               | deutsche Supercentenarian                                                                | 111   |                                |
| 12. Juli | Mikołaj Klimek                    | polnischer Theater- und Filmschauspieler                                                 | 48    |                                |
| 12. Juli | Reinhard Kluth                    | deutscher Kirchenmusiker und Komponist                                                   | 69    |                                |
| 12. Juli | Nakotah LaRance                   | US-amerikanischer Tänzer und Schauspieler                                                | 30    |                                |
| 12. Juli | Johannes Manderscheid             | deutscher Architekt, Ingenieur und Möbeldesigner                                         | 83    |                                |
| 12. Juli | Frank Popper                      | französisch-britischer Kunst- und Technikhistoriker                                      | 102   |                                |
| 12. Juli | Kelly Preston                     | US-amerikanische Schauspielerin                                                          | 57    |                                |
| 12. Juli | Eleanor Sokoloff                  | US-amerikanische Pianistin und Klavierpädagogin                                          | 106   |                                |
| 12. Juli | Wim Suurbier                      | niederländischer Fußballspieler und -trainer                                             | 75    |                                |
| 12. Juli | Lajos Szűcs                       | ungarischer Fußballspieler                                                               | 76    |                                |
| 11. Juli | Sergei Astachow                   | sowjetischer bzw. russischer Prähistoriker                                               | 87    |                                |
| 11. Juli | Ulrich Bechem                     | deutscher Fußballspieler                                                                 | 69    |                                |
| 11. Juli | Johann Dorschner                  | deutscher Astronom                                                                       | 80    |                                |
| 11. Juli | Hans Göldner                      | deutscher Maschinenbauingenieur                                                          | 92    |                                |
| 11. Juli | Gerulf Herzog                     | deutscher Politiker                                                                      | 84    |                                |
| 11. Juli | Désiré Mukanirwa Kadhoro          | Bischof in der Demokratischen Republik Kongo                                             | 51    |                                |
| 11. Juli | Edward Urban Kmiec                | US-amerikanischer Bischof                                                                | 84    |                                |
| 11. Juli | Werner Kubek                      | deutscher Fußballspieler und -trainer                                                    | 82    |                                |
| 11. Juli | Nicholas Lash                     | britischer Theologe                                                                      | 86    |                                |
| 11. Juli | Lim Boo Liat                      | malaysischer Zoologe und Parasitologe                                                    | 93    |                                |
| 11. Juli | Peter Maertens                    | deutscher Schauspieler                                                                   | 88    |                                |
| 11. Juli | Marlo                             | US-amerikanischer Rapper                                                                 | 30    |                                |
| 11. Juli | Tõnu Puu                          | estnisch-schwedischer Wirtschaftswissenschaftler                                         | 83    |                                |
| 11. Juli | Mario Schult                      | deutscher Gewichtheber                                                                   | 53    |                                |
| 11. Juli | Gabriella Tucci                   | italienische Opernsängerin                                                               | 90    |                                |
| 11. Juli | Donald Whiston                    | US-amerikanischer Eishockeyspieler und -trainer                                          | 93    |                                |
| 10. Juli | Ben Acton                         | australischer Eishockeyspieler                                                           | 92    |                                |
| 10. Juli | Phil Ashley                       | Keyboarder                                                                               | 65    |                                |
| 10. Juli | Ananda Mohan Chakrabarty          | indisch-US-amerikanischer Mikrobiologe                                                   | 82    | doi:10.1038/s41587-020-00785-4 |
| 10. Juli | Jack Charlton                     | englischer Fußballspieler und -trainer                                                   | 85    |                                |
| 10. Juli | Alice Day                         | US-amerikanische Sängerin                                                                | 74    |                                |
| 10. Juli | Peter Duren                       | US-amerikanischer Mathematiker                                                           | 85    |                                |
| 10. Juli | Eddie Gale                        | US-amerikanischer Jazztrompeter                                                          | 78    |                                |
| 10. Juli | Ursula Hudson                     | deutsche Ernährungsaktivistin und Kulturwissenschaftlerin                                | 62    |                                |
| 10. Juli | Miloš Jakeš                       | tschechoslowakischer Politiker                                                           | 97    |                                |
| 10. Juli | Wolfgang Jerat                    | deutscher Fußballtrainer                                                                 | 65    |                                |
| 10. Juli | Heinz-Dieter Krausch              | deutscher Geobotaniker                                                                   | 91    |                                |
| 10. Juli | Thomas Manthata                   | südafrikanischer Anti-Apartheid-Aktivist                                                 | 80    |                                |
| 10. Juli | Günter Meckenstock                | deutscher Theologe                                                                       | 72    |                                |
| 10. Juli | Richard Möller                    | deutscher Politiker                                                                      | 92    |                                |
| 10. Juli | Paik Sun-yup                      | südkoreanischer General                                                                  | 99    |                                |
| 10. Juli | Mahmoud Reda                      | ägyptischer Tänzer und Choreograph                                                       | 90    |                                |
| 10. Juli | Michael M. Richter                | deutscher Mathematiker und Informatiker                                                  | 82    |                                |
| 10. Juli | Lara van Ruijven                  | niederländische Shorttrackerin                                                           | 27    |                                |
| 10. Juli | Hilko Schomerus                   | deutscher Bildhauer                                                                      | 81    |                                |
| 10. Juli | Gordon Stone                      | US-amerikanischer Banjo- und Pedal-Steel-Guitar-Spieler                                  | 71    |                                |
| 10. Juli | Anna Stroka                       | polnische Germanistin und Literaturhistorikerin                                          | 97    |                                |
| 10. Juli | Olga Tass                         | ungarische Kunstturnerin                                                                 | 91    |                                |
| 10. Juli | Joachim Uhlmann                   | deutscher Lyriker, Maler und literarischer Übersetzer                                    | 95    |                                |
| 9. Juli  | Norman Carlson                    | US-amerikanischer Justizvollzugsbeamter und Behördenleiter                               | 86    |                                |
| 9. Juli  | Roland Desné                      | französischer Romanist                                                                   | 89    |                                |
| 9. Juli  | Elisabeth von Dücker              | deutsche Kunsthistorikerin                                                               | 74    |                                |
| 9. Juli  | Chris Fletcher                    | britischer Perkussionist                                                                 | 68    |                                |
| 9. Juli  | John Aigi Hurn                    | US-amerikanisch-japanisch-spanischer Trompeter                                           | 53    |                                |
| 9. Juli  | Jean-François Garreaud            | französischer Schauspieler                                                               | 74    |                                |
| 9. Juli  | Antonio Krastew                   | bulgarischer Gewichtheber                                                                | 58    |                                |
| 9. Juli  | Peter Linehan                     | britischer Historiker                                                                    | 76    |                                |
| 9. Juli  | Park Won-soon                     | südkoreanischer Jurist und Politiker                                                     | 64    |                                |
| 9. Juli  | Wolfgang Pfeifer                  | deutscher Germanist und Linguist                                                         | 97    |                                |
| 9. Juli  | Armando Rojas Guardia             | venezolanischer Dichter und Essayist                                                     | 70    |                                |
| 9. Juli  | Janusz Szymański                  | polnischer Politiker                                                                     | 61    |                                |
| 8. Juli  | Norman L. Allinger                | US-amerikanischer Chemiker                                                               | 92    |                                |
| 8. Juli  | F. G. Bailey                      | britischer Anthropologe                                                                  | 96    |                                |
| 8. Juli  | Arno Bergmann                     | deutscher Musiker, Komponist, Mathematiker und Pädagoge                                  | 86    |                                |
| 8. Juli  | Amadou Gon Coulibaly              | ivorischer Politiker                                                                     | 61    |                                |
| 8. Juli  | Otto-Heinrich Elias               | deutscher Historiker und Herausgeber                                                     | 88    |                                |
| 8. Juli  | Jagdeep                           | indischer Schauspieler                                                                   | 81    |                                |
| 8. Juli  | Finn Christian Jagge              | norwegischer Skirennläufer                                                               | 54    |                                |
| 8. Juli  | Helmut Leipold                    | deutscher Wirtschaftswissenschaftler                                                     | 76    |                                |
| 8. Juli  | Wayne Mixson                      | US-amerikanischer Politiker                                                              | 98    |                                |
| 8. Juli  | Diethard Pallaschke               | deutscher Mathematiker                                                                   | 80    |                                |
| 8. Juli  | José Antonio Pérez Sánchez        | mexikanischer Bischof                                                                    | 72    |                                |
| 8. Juli  | Alex Pullin                       | australischer Snowboarder                                                                | 32    |                                |
| 8. Juli  | Naya Rivera                       | US-amerikanische Schauspielerin, Sängerin und Model                                      | 33    |                                |
| 8. Juli  | Brad Watson                       | US-amerikanische Schriftsteller                                                          | 64    |                                |
| 8. Juli  | William Wolff                     | deutsch-britischer Journalist und Rabbiner                                               | 93    |                                |
| 8. Juli  | Flossie Wong-Staal                | chinesisch-US-amerikanische Virologin und Molekularbiologin                              | 73    |                                |
| 8. Juli  | Johann Gottlob von Wrochem        | deutscher Pianist und Komponist                                                          | 82    |                                |
| 8. Juli  | Jelko Yuresha                     | britischer Balletttänzer und Choreograph                                                 | 83    |                                |
| 7. Juli  | Edward Allen                      | US-amerikanischer Architekt                                                              | 81    |                                |
| 7. Juli  | Christian Bienert                 | deutscher Hörfunkmoderator                                                               | 72    |                                |
| 7. Juli  | Dannes Coronel                    | ecuadorianischer Fußballspieler                                                          | 47    |                                |
| 7. Juli  | Millicent S. Ficken               | US-amerikanische Zoologin                                                                | 86    |                                |
| 7. Juli  | Elizabeth Harrower                | australische Schriftstellerin                                                            | 92    |                                |
| 7. Juli  | Ulrich Korn                       | deutscher Ingenieur                                                                      | 78    |                                |
| 7. Juli  | Henry Krtschil                    | deutscher Komponist und Pianist                                                          | 87    | [ 2 ]                          |
| 7. Juli  | Gennadi Semjonowitsch Ossipow     | sowjetisch-russischer Kybernetiker und Informatiker                                      | 71    |                                |
| 7. Juli  | Heinz Ruhnau                      | deutscher Politiker und Manager                                                          | 91    |                                |
| 7. Juli  | Peter Schönfelder                 | deutscher Botaniker                                                                      | 80    |                                |
| 7. Juli  | Siegfried Schönherr               | deutscher Chemiker                                                                       | 91    |                                |
| 7. Juli  | Jay Severin                       | US-amerikanischer Radiomoderator und -kommentator                                        | 69    |                                |
| 7. Juli  | Lane Tietgen                      | US-amerikanischer Rockmusiker                                                            | 74    |                                |
| 7. Juli  | Roger Vonlanthen                  | Schweizer Fußballspieler und -trainer                                                    | 89    |                                |
| 7. Juli  | Wolfgard Voß                      | US-amerikanische Turnerin                                                                | 94    |                                |
| 6. Juli  | Mohammed al-Assar                 | ägyptischer Politiker                                                                    | 74    |                                |
| 6. Juli  | Rosario Bléfari                   | argentinische Rocksängerin, Schauspielerin und Schriftstellerin                          | 54    |                                |
| 6. Juli  | Charlie Daniels                   | US-amerikanischer Country-Musiker                                                        | 83    |                                |
| 6. Juli  | Alfred Etzold                     | deutscher Publizist                                                                      | 90    |                                |
| 6. Juli  | Pavel Fieber                      | deutsch-österreichischer Schauspieler, Theaterregisseur und -intendant                   | 78    |                                |
| 6. Juli  | Eva Fleischner                    | austroamerikanische Religionswissenschaftlerin                                           |       |                                |
| 6. Juli  | Detlef Glowka                     | deutscher Erziehungswissenschaftler                                                      | 86    |                                |
| 6. Juli  | Ronald Graham                     | US-amerikanischer Mathematiker                                                           | 84    |                                |
| 6. Juli  | Erich Hartmann                    | deutscher Kontrabassist und Komponist                                                    | 100   |                                |
| 6. Juli  | Hisham al-Hashimi                 | irakischer Historiker, Publizist und Experte für Sicherheit, Extremismus und Terrorismus | 47    |                                |
| 6. Juli  | Mary Kay LeTourneau               | US-amerikanische Pädagogin                                                               | 58    |                                |
| 6. Juli  | Steve Madge                       | britischer Ornithologe                                                                   | 72    |                                |
| 6. Juli  | Ennio Morricone                   | italienischer Komponist                                                                  | 91    |                                |
| 6. Juli  | Zithulele Patrick Mvemve          | südafrikanischer Bischof                                                                 | 79    |                                |
| 6. Juli  | Freya Pausewang                   | deutsche Autorin und Sozialpädagogin                                                     | 87    |                                |
| 6. Juli  | Joe Porcaro                       | US-amerikanischer Jazz-Schlagzeuger und Perkussionist                                    | 90    |                                |
| 6. Juli  | Sergei Sagrajewski                | russischer Architekturhistoriker und Autor                                               | 55    |                                |
| 6. Juli  | Hans-Christoph Schmitt            | deutscher Theologe                                                                       | 78    |                                |
| 6. Juli  | Osvaldo Sosa                      | argentinischer Fußballspieler und -trainer                                               | 75    |                                |
| 6. Juli  | Zoran Stojković                   | serbischer Politiker                                                                     | 73    |                                |
| 6. Juli  | Ernst Zacharias                   | deutscher Musikinstrumentenkonstrukteur                                                  | 96    |                                |
| 5. Juli  | Suzana Kolokytha Antonakaki       | griechische Architektin                                                                  | 85    |                                |
| 5. Juli  | Horace Barlow                     | britischer Neurophysiologe                                                               | 98    |                                |
| 5. Juli  | Antônio Bivar                     | brasilianischer Autor                                                                    | 81    |                                |
| 5. Juli  | Nick Cordero                      | kanadischer Schauspieler                                                                 | 41    |                                |
| 5. Juli  | Cleveland Eaton                   | US-amerikanischer Jazz- und Funk-Musiker                                                 | 80    |                                |
| 5. Juli  | Paul Faulise                      | US-amerikanischer Jazz- und Studiomusiker                                                | 88    |                                |
| 5. Juli  | Ragaa Al Geddawy                  | ägyptische Schauspielerin                                                                | 85    |                                |
| 5. Juli  | Bettina Gilois                    | US-amerikanische Drehbuchautorin                                                         | 58    |                                |
| 5. Juli  | Eberhard Hackensellner            | deutscher Offizier                                                                       | 97    |                                |
| 5. Juli  | Willi Hiegel                      | deutscher Fotograf und Stadtoriginal                                                     | 80    |                                |
| 5. Juli  | Willi Holdorf                     | deutscher Leichtathlet                                                                   | 80    |                                |
| 5. Juli  | Bruno Köpf                        | deutscher Eishockeyspieler                                                               | 91    |                                |
| 5. Juli  | John Marascalco                   | US-amerikanischer Songwriter                                                             | 89    |                                |
| 5. Juli  | Rex Robles                        | philippinischer Offizier und Putschist                                                   | 75    |                                |
| 5. Juli  | Ottomar Träger                    | deutscher Museumsleiter                                                                  | 92    |                                |
| 5. Juli  | Alfredo Tropa                     | portugiesischer Filmregisseur                                                            | 81    |                                |
| 5. Juli  | Nicolas Witkowski                 | französischer Physiker und Wissenschaftsjournalist                                       | 70    |                                |
| 4. Juli  | Sebastián Athié                   | mexikanischer Schauspieler                                                               | 24    |                                |
| 4. Juli  | Angelo Fagiani                    | italienischer Erzbischof                                                                 | 77    |                                |
| 4. Juli  | Manfred Franke                    | deutscher Schriftsteller                                                                 | 90    |                                |
| 4. Juli  | Martin Graßnick                   | deutscher Architekturhistoriker und Denkmalpfleger                                       | 103   |                                |
| 4. Juli  | Peter Greenhalgh                  | britischer Radrennfahrer                                                                 | 76    |                                |
| 4. Juli  | Sebastian Haen                    | deutscher Mediziner                                                                      | 40    |                                |
| 4. Juli  | Seid Hasanefendić                 | jugoslawischer bzw. bosnischer Maler                                                     | 85    |                                |
| 4. Juli  | Norbert Hof                       | österreichischer Fußballspieler                                                          | 76    |                                |
| 4. Juli  | Florian Jakowitsch                | österreichischer Maler, Zeichner und Glaskünstler                                        | 97    |                                |
| 4. Juli  | Brandis Kemp                      | US-amerikanische Schauspielerin                                                          | 76    |                                |
| 4. Juli  | Robert Mack                       | österreichischer Eishockeyspieler                                                        | 61    |                                |
| 4. Juli  | Alastair M. North                 | britischer Chemiker                                                                      | 88    |                                |
| 4. Juli  | Chrono Popp                       | österreichischer Musiker                                                                 | 65    |                                |
| 4. Juli  | Martha Rocha                      | brasilianisches Model und Schönheitskönigin                                              | 87    |                                |
| 4. Juli  | Fernando Sánchez Marcos           | spanischer Historiker                                                                    | 77    |                                |
| 4. Juli  | Michael W. Schlicht               | deutscher Theater-Regisseur und Intendant                                                | 73    |                                |
| 4. Juli  | Elisabeth Schöllhorn              | deutsche Künstlerin                                                                      | 90    |                                |
| 4. Juli  | Peter Stotz                       | Schweizer mittellateinischer Philologe                                                   | 78    |                                |
| 4. Juli  | Wolodymyr Troschkin               | ukrainischer Fußballspieler und -trainer                                                 | 72    |                                |
| 4. Juli  | Frithjof Vierock                  | deutscher Schauspieler                                                                   | 77    |                                |
| 4. Juli  | Ladislaus Weiss                   | deutscher Kunstmaler                                                                     | 74    |                                |
| 3. Juli  | Earl Cameron                      | britisch-bermudischer Schauspieler                                                       | 102   |                                |
| 3. Juli  | Hermine de Clermont-Tonnerre      | französische Fernsehpersönlichkeit, Jetsetterin und Autorin                              | 54    |                                |
| 3. Juli  | Hans Dutler                       | Schweizer Chemiker                                                                       | 90    |                                |
| 3. Juli  | Scott Erskine                     | US-amerikanischer Serienmörder                                                           | 57    |                                |
| 3. Juli  | Emily Howell Warner               | US-amerikanische Pilotin                                                                 | 80    |                                |
| 3. Juli  | Saroj Khan                        | indische Choreografin                                                                    | 71    |                                |
| 3. Juli  | Lore Krainer                      | österreichische Kabarettistin und Chansonsängerin                                        | 89    |                                |
| 3. Juli  | Ardico Magnini                    | italienischer Fußballspieler                                                             | 91    |                                |
| 3. Juli  | Derrick Otim                      | ghanaischer Fußballspieler                                                               | 24    |                                |
| 3. Juli  | Ivanova Rodríguez                 | dominikanische Sängerin und Schauspielerin                                               | 33    |                                |
| 3. Juli  | Hartmut Ruddies                   | deutscher Theologe                                                                       | 73    |                                |
| 3. Juli  | Walter Senner                     | deutscher Ordensgeistlicher                                                              | 71    |                                |
| 3. Juli  | Yoshizo Shimano                   | japanischer Manager                                                                      | 85    |                                |
| 3. Juli  | Martin Spiegelberg                | deutscher Autor und Jazzmusiker                                                          | 65    |                                |
| 3. Juli  | Erika Taube                       | deutsche Ethnologin                                                                      | 86    |                                |
| 3. Juli  | Leonardo Villar                   | brasilianischer Schauspieler                                                             | 96    |                                |
| 2. Juli  | Betsy Ancker-Johnson              | US-amerikanische Physikerin                                                              | 92    |                                |
| 2. Juli  | Byron „Reckful“ Bernstein         | israelisch-US-amerikanischer Twitch-Streamer und E-Sportler                              | 31    |                                |
| 2. Juli  | Hermann Dannheimer                | deutscher Archäologe und Museumsdirektor                                                 | 90    |                                |
| 2. Juli  | Osvaldo Frascino                  | argentinischer Rockmusiker                                                               | 69    |                                |
| 2. Juli  | Volker Frerichs                   | deutscher Journalist                                                                     | 54    |                                |
| 2. Juli  | Ludwig Hinterstocker              | deutscher Fußballspieler                                                                 | 89    |                                |
| 2. Juli  | Ole Holsti                        | US-amerikanischer Politikwissenschaftler                                                 | 86    |                                |
| 2. Juli  | Nikolai Kapustin                  | sowjetischer bzw. ukrainischer Komponist und Pianist                                     | 82    |                                |
| 2. Juli  | Tunney Lee                        | chinesisch-US-amerikanischer Stadtplaner                                                 | 88    |                                |
| 2. Juli  | Vigolvino Wanderley Mariz         | brasilianischer Politiker                                                                | 79    |                                |
| 2. Juli  | Joseph Moroni                     | französischer Ruderer                                                                    | 82    |                                |
| 2. Juli  | Ángela Ortiz Guerra               | spanische Tischtennisspielerin                                                           | 17    |                                |
| 2. Juli  | Teodoro Enrique Pino Miranda      | mexikanischer Bischof                                                                    | 73    |                                |
| 2. Juli  | Tilo Prückner                     | deutscher Schauspieler                                                                   | 79    |                                |
| 2. Juli  | Kevin Rafferty                    | US-amerikanischer Kameramann, Regisseur und Produzent                                    | 73    |                                |
| 2. Juli  | Helmut Schwanghart                | deutscher Ingenieur und Hochschullehrer                                                  | 77    |                                |
| 2. Juli  | Ronald L. Schwary                 | US-amerikanischer Filmproduzent                                                          | 76    |                                |
| 2. Juli  | Galina Solotowa                   | sowjetische bzw. russische Linguistin, Russistin und Hochschullehrerin                   | 95    |                                |
| 2. Juli  | Therese Traube                    | deutsche Bühnenbildnerin und Künstlerin                                                  | 90    |                                |
| 2. Juli  | Karl Alfred Wolken                | deutscher Schriftsteller                                                                 | 90    |                                |
| 2. Juli  | Fan Yunruo                        | chinesischer Go-Spieler                                                                  | 24    |                                |
| 2. Juli  | Willem van Zwet                   | niederländischer Statistiker                                                             | 86    |                                |
| 1. Juli  | Luis Araya                        | chilenischer Fußballspieler                                                              | 99    |                                |
| 1. Juli  | Jean Cabannes                     | französischer Jurist                                                                     | 95    |                                |
| 1. Juli  | Karl Otto Conrady                 | deutscher Germanist und Kulturpolitiker                                                  | 94    |                                |
| 1. Juli  | Max Crook                         | US-amerikanischer Musiker und Songwriter                                                 | 83    |                                |
| 1. Juli  | Gay Culverhouse                   | US-amerikanische American-Football-Funktionärin                                          | 73    |                                |
| 1. Juli  | Hugh Downs                        | US-amerikanischer Rundfunkmoderator                                                      | 99    |                                |
| 1. Juli  | Jochen Duckwitz                   | deutscher Künstler                                                                       | 78    |                                |
| 1. Juli  | Heinrich Fink                     | deutscher Theologe                                                                       | 85    |                                |
| 1. Juli  | Beate Grimsrud                    | norwegische Schriftstellerin                                                             | 57    |                                |
| 1. Juli  | Matthias Kaul                     | deutscher Perkussionist und Komponist                                                    | 71    |                                |
| 1. Juli  | Lorenz Magaard                    | deutsch-US-amerikanischer Mathematiker und Ozeanograph                                   | 86    |                                |
| 1. Juli  | Ray T. Matheny                    | US-amerikanischer Anthropologe und Kriegsveteran                                         | 95    |                                |
| 1. Juli  | Gisela Mayer                      | deutsche Politikerin                                                                     | 88    |                                |
| 1. Juli  | Mario Omar Méndez                 | uruguayischer Fußballspieler und -trainer                                                | 82    |                                |
| 1. Juli  | Veronica Moser                    | österreichische Pornodarstellerin                                                        | 56    |                                |
| 1. Juli  | Emmanuel Rakotovahiny             | madagassischer Politiker                                                                 | 81    |                                |
| 1. Juli  | Georg Ratzinger                   | deutscher Geistlicher und Kirchenmusiker                                                 | 96    |                                |
| 1. Juli  | Pedro Luis Ronchino               | argentinischer Bischof                                                                   | 92    |                                |
| 1. Juli  | Conrad Shepherd                   | deutscher Science-Fiction-Autor                                                          | 82    |                                |
| 1. Juli  | Udo Scholz                        | deutscher Stadionsprecher                                                                | 81    |                                |
| 1. Juli  | Ludwig Siffling                   | deutscher Fußballspieler                                                                 | 98    |                                |
| 1. Juli  | Everton Weekes                    | barbadischer Cricketspieler                                                              | 95    |                                |
| 1. Juli  | Baldur Wiebecke                   | deutscher Pathologe und Anatom                                                           | 86    |                                |

### Datum unbekannt
| Tag                             | Name               | Beruf, bekannt als                                     | Alter | Beleg |
| ------------------------------- | ------------------ | ------------------------------------------------------ | ----- | ----- |
| Juli                            | John Harvey        | britischer Radrennfahrer                               | 79    |       |
| 27. Juli oder 28. Juli          | Andrzej Cisowski   | polnischer Maler, Grafiker und Multimediakünstler      | 58    |       |
| tot aufgefunden am 27. Juli     | Denise Johnson     | britische Sängerin                                     | 56    |       |
| tot aufgefunden am 26. Juli     | Viktor King        | US-amerikanischer Bridgespieler                        | 64    |       |
| tot aufgefunden am 24. Juli     | Alexander Iwanizki | sowjetischer Ringer                                    | 82    |       |
| Tod bekannt gegeben am 22. Juli | Joe Friedrichsen   | portugiesischer Künstler                               | 49    |       |
| tot aufgefunden am 18. Juli     | Haruma Miura       | japanischer Schauspieler                               | 30    |       |
| Tod bekannt gegeben am 5. Juli  | Mannie Francisco   | südafrikanischer English-Billiards- und Snookerspieler | 84    |       |